# Étréjust
Étréjust é uma comuna francesa na região administrativa de Altos da França, no departamento de Somme. Estende-se por uma área de 3,78 km². Em 2010 a comuna tinha 43 habitantes (densidade: 11,4 hab./km²).